# KVN-49

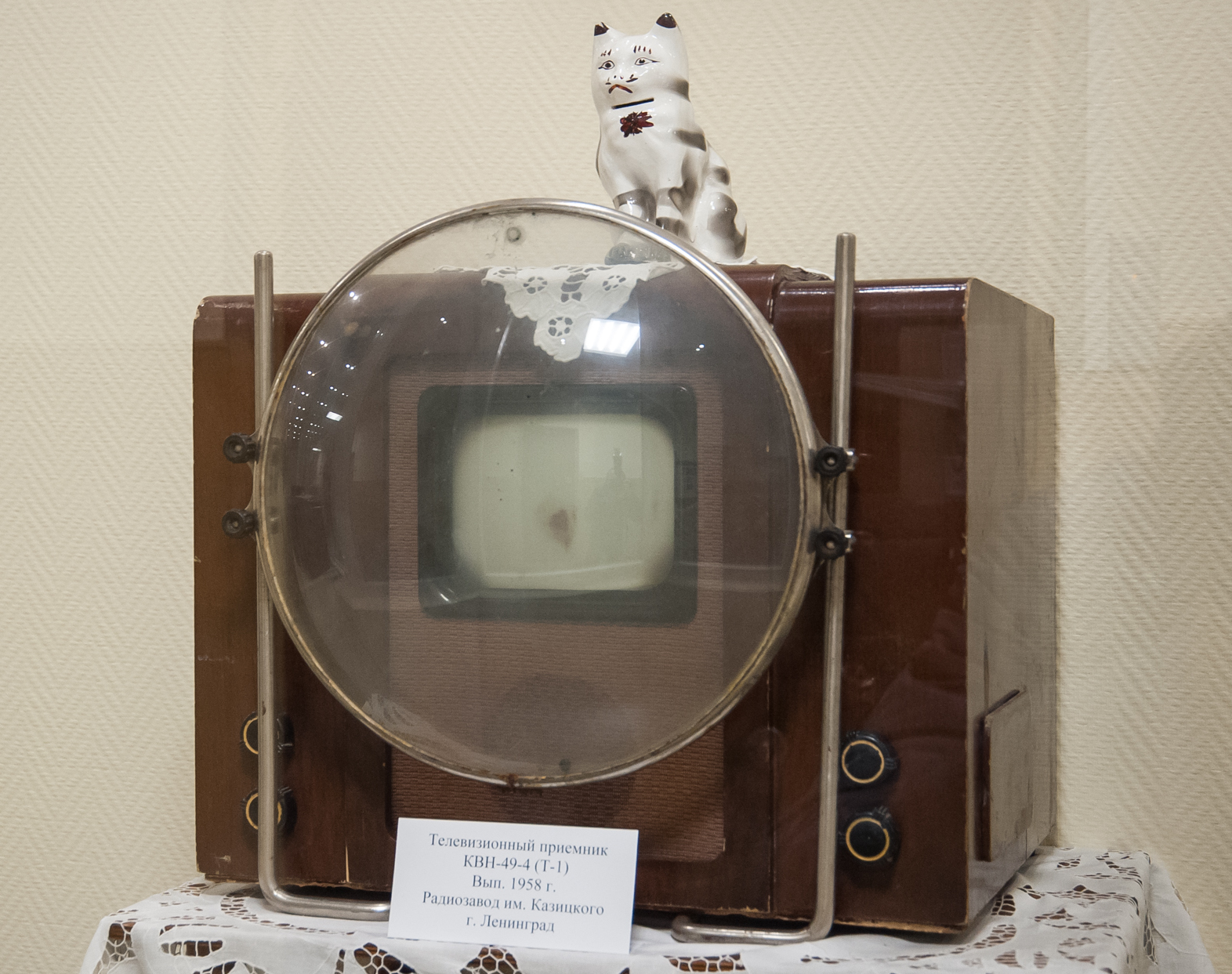
KVN-49 im Mosfilm Museum

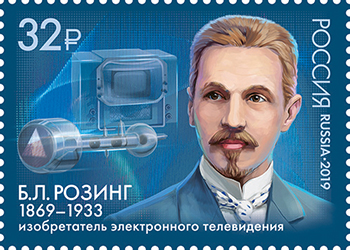
Briefmarke der Russischen Post von 2019. Sie zeigt den russischen Physiker, Ingenieur und Pionier im Bereich des Fernsehens Boris Lwowitsch Rosing zusammen mit einem KVN-49 und einer Kathodenstrahlröhre

Das KVN-49 (КВН-49), auch Kenigson, Warsawskiy, Nikolayevskiy Mk. 1949, war ein 1949 in der Sowjetunion eingeführtes Fernsehgerät. Es galt als erster massenproduzierter Fernsehempfänger des Landes. Bis 1962 wurden über 2,5 Mio. Stück in einer Fabrik in Alexandrow gefertigt. Es handelt sich daher um den meistproduzierten Schwarzweißfernseher der Sowjetunion.

## Technische Daten
- Bildröhre – 18LK1B (18ЛК1Б) mit rundem Bildausschnitt
- 16 Elektronenröhren
- Magnetische Fokussierung
- Bildgröße 105 × 140 mm
- Seitenverhältnis 4:3
- Leistung des Audioverstärkers: 1 Watt
- Zubehör: Vergrößerungslinse aus Kunststoff, musste mit deionisiertem Wasser oder Glycerol gefüllt werden
- Gesamtanschlussleistung: 200 Watt (КВН-49-4), 216 Watt (КВН-49-А und -Б)
- Abmessungen: 380 × 490 × 400 mm
- Gewicht: 29 kg

## Modelle
1. „КВН-49-1“ – 1948–1950
2. „КВН-49-А“ – 1950–1952
3. „КВН-49-Б“ – 1952–1955
4. „КВН-49-4“ – 1953–1958
5. „КВН-49-М“ – 1954–1955
6. „КВН-49-4(А) erste Generation“ – 1955–1959
7. „КВН-49-4(А) zweite Generation“ – 1959–1960

Die Produktion wurde 1962 eingestellt, nachdem der Hersteller Radiosavod das Nachfolgemodell  Rekord (Рекорд) auf den Markt brachte.